# 無限面體
無限面體（英語：Apeirohedron），是多面體的一種，意指有無限個面、無限條邊和無限個頂點的多面體。一般是指所有的平面密鋪的集合。
在歐幾里得幾何中，無限面體是一個退化多面體，其面數是可數集的數量，其邊數與頂點數將符合V-E+F= 2，但只能利用求極限得出。無限面體跟多面體一樣，有面、邊、頂點、和角，角也包含有二面角，只是他們全部共面。無限面體並不是球，因為在多面體的定義中，面不能為曲面、邊不能為曲線。
無限面體為無限邊形在三維空間的類比，與平面鑲嵌是等價的。無限面體可以密鋪空間，如同無限邊形密鋪平面，兩個無限面體面體即可堆砌填滿整個空間，這種幾何結構稱為二階無限面體堆砌。
一般對兩種主要無限面體類型有研究：
- 平面密鋪或鑲嵌
- 扭歪無限面體。

## 正無限面體
正無限面體是正多面體的一種，是指每個面都全等、每條邊都等長、每個角都等角的無限面體，就如同一般的正多面體。其二面角為180度，為一平角。
滿足這些條件的幾何圖形只有平面鑲嵌，在施萊夫利符號中用{p,q}表示，其中p、q滿足等式(p-2)(q-2) = 4。
| 图像         | 三角形鑲嵌 | 正方形鑲嵌 | 六邊形鑲嵌 |
| 施萊夫利符號 | {3,6}      | {4,4}      | {6,3}      |

正無限面體可以有外接球和內切球，但他們的半徑必須是無限大。

## 無限胞體
無限胞體（英語：Apeirotope）意指有無限個面、無限個胞、無限條邊和無限個頂點的多胞體。
其性質皆與無限面體相似，由空間密鋪即空間堆砌組成。四维空間的正無限胞體只有一種，即立方體堆砌。
| 維度         | 三維 退化四維 | 四維 退化五維 | 四維 退化五維 |
| 图像         | 立方體堆砌    | 超立方體堆砌  | 十六胞體堆砌  |
| 施萊夫利符號 | {4,3,4}       | {4,3,3,4}     | {3,3,4,3}     |

## 扭歪無限面體

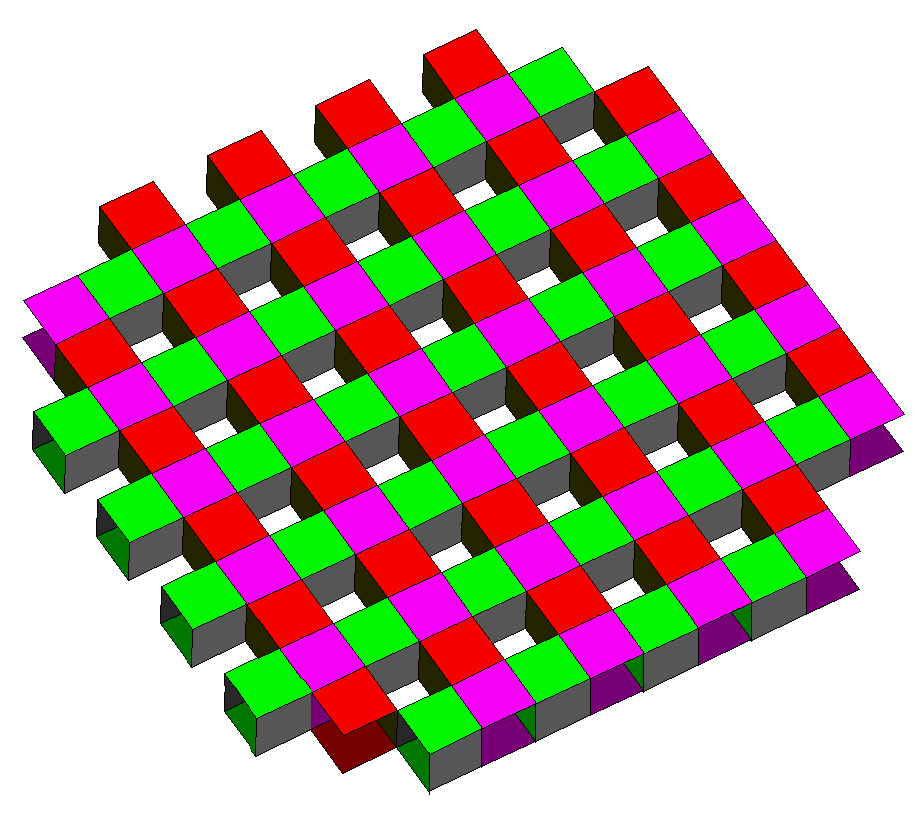
一個扭歪無限面體的例子

扭歪無限面體也是一種無限面體，其與一般無限面體差異在於扭歪無限面體並非所有頂點都共面，可以視為無限邊形與扭歪無限邊形之差異在三維空間的類比。
所有面都全等、角也相等的扭歪無限面體為正扭歪無限面體。三維空間的正扭歪無限面體有三種：
| 圖像         | 四角六片四角孔扭歪無限面體 | 六角四片四角孔扭歪無限面體 | 六角六片三角孔扭歪無限面體 |
| 施萊夫利符號 | {4,6\|4}                   | {6,4\|4}                   | {6,6\|3}                   |

## 雙曲空間
此外，由於雙曲鑲嵌也是由無限多個雙曲平面構成的圖形，因此雙曲鑲嵌也可以做為一種無限面體。
| 圖像         | 七階三角形鑲嵌 | 五階正方形鑲嵌 | 四階五邊形鑲嵌 | 四階六邊形鑲嵌 | 七邊形鑲嵌 |
| 施萊夫利符號 | {3,7}          | {4,5}          | {5,4}          | {6,4}          | {7,3}      |